# Lena Nyman
Pour les articles homonymes, voir Nyman.
Lena Nyman est une actrice suédoise née le 23 mai 1944 à Stockholm (Suède) et morte le 4 février 2011.

## Biographie
Elle meurt le 4 février 2011 à 66 ans.

## Filmographie
- 1955 : Farligt löfte : Helen Tomasson
- 1955 : Luffaren och Rasmus : Greta
- 1958 : Musik ombord : Yvonne Wickström
- 1961 : Gäst hos verkligheten (TV) : Signe
- 1963 : Det är hos mig han har varit : Guest at Restaurant
- 1964 : 491 : Steva
- 1967 : Je suis curieuse (jaune) : Anna Lena Lisabet Nyman / Lena
- 1968 : Je suis curieuse (bleu) : Anna Lena Lisabet Nyman / Lena
- 1969 : Fadern : Bertha
- 1973 : Kvartetten som sprängdes (feuilleton TV) : Electrical girl
- 1975 : Vita väggen, Den : Berit
- 1975 : Släpp fångarne loss, det är vår! : Frida
- 1976 : Jäktade, Den (TV) : Pernille
- 1978 : Tribadernas natt (TV) : Marie David
- 1978 : Les Folles Aventures de Picasso (Picassos äventyr) : Sirkka
- 1978 : Sonate d'automne (Höstsonaten) : Helena
- 1979 : Min älskade : Sonja
- 1979 : Gå på vattnet om du kan : Orlanda
- 1980 : Räkan från Maxim (TV) : Räkan
- 1980 : Sverige åt svenskarna : German messenger
- 1981 : SOPOR : Princess Victoria
- 1981 : Stängda dörrar (TV) : Estelle
- 1981 : Rasmus på luffen : Merchant's wife
- 1982 : Ringlek (feuilleton TV) : The prostitute
- 1982 : L'Assassin candide (Den Enfaldige mördaren) : Woman without legs
- 1982 : Lysistrate (TV) : Lysistrate
- 1982 : Gräsänklingar : Maggan Carlsson
- 1983 : Raskenstam : Malla af Tidaholm
- 1983 : P & B : Mia / Ingegerd
- 1983 : L'École des femmes (Hustruskolan) (TV) : Agnes
- 1984 : Fröken Fleggmans mustasch (TV)
- 1984 : Sköna juveler : Lee
- 1984 : Ronja Rövardotter de Tage Danielsson : Lovis
- 1986 : Ronja Rövardotter (TV) : Lovis
- 1986 : Rasmus på luffen (TV) : Handelsmannens fru
- 1986 : Morrhår & ärtor : Boel
- 1989 : Nallar och människor (voix)
- 1989 : Ture Sventon privatdetektiv (série TV) : Mrs. Jansson
- 1990 : Bobby Fischer bor i Pasadena (TV) : Ellen
- 1991 : T. Sventon och fallet Isabella : Miss Jansson
- 1993 : Karlakórinn Hekla : Britta
- 1993 : Drömkåken : Sanna
- 1995 : Svinet (TV) : Charlotte
- 1996 : Sånt är livet : Siv Matsson
- 1997 : Cheek to Cheek (TV) : Margareta
- 1997 : Grötbögen (TV) : Birgit
- 1999 : Örjan den höjdrädda örnen (voix)
- 2000 : Pettson och Findus - Kattonauten : Fru Fellini (voix)
- 2001 : Puder : Actress
- 2003 : Skenbart - en film om tåg : Märit
- 2006 : Att göra en pudel : Edith

## Récompenses et nominations

### Récompenses
- 1968 : prix de la meilleure actrice décerné par l'Institut Suédois du Film.